# El Cerrito (comté de Riverside, Californie)
El Cerrito est une census-designated place du comté de Riverside, dans l'État de Californie, aux États-Unis,. En 2020, elle compte une population de 5 058 habitants.